# Monpazier
Monpazier (okcitansko Mont Pasièr) je naselje in občina v francoskem departmaju Dordogne regije Akvitanije. Leta 2008 je naselje imelo 527 prebivalcev.

## Geografija
Kraj leži v pokrajini Périgord ob reki Dropt, 45 km jugovzhodno od Bergeraca.

## Uprava
Monpazier je sedež istoimenskega kantona, v katerega so poleg njegove, vključene še občine Biron, Capdrot, Gaugeac, Lavalade, Lolme, Marsalès, Saint-Avit-Rivière, Saint-Cassien, Saint-Marcory, Saint-Romain-de-Monpazier, Soulaures in Vergt-de-Biron z 2.303 prebivalci.
Kanton Monpazier je sestavni del okrožja Bergerac.

## Zanimivosti
- nekdanja srednjeveška bastida Castrum Montis Pazerii, ustanovljena v letu 1284 pod angleškim kraljem Edvardom I.,
  - cerkev sv. Dominika iz 13. do 16. stoletja,
  - grad Château de Saint-Germain,
  - mestna vrata porte Foirail.

- Hôtel Edward 1er
- Porte rue Notre-Dame - 
Foirail Nord
- Maison du chapitre, 
rue Notre-Dame
- Porte Saint-Jacques - 
Foirail Nord